# Discontinuità di Gutenberg

A) Discontinuità di Mohorovičić;
B) Discontinuità di Gutenberg;
C) Discontinuità di Lehmann;
1) Crosta continentale;
2) Crosta oceanica;
3) Mantello superiore;
4) Mantello inferiore;
5) Nucleo esterno;
6) Nucleo interno

La discontinuità di Gutenberg è la superficie che separa il nucleo dal mantello all'interno della Terra, individuata e scientificamente determinata per la prima volta nel 1914 dal geofisico tedesco Beno Gutenberg.

## Descrizione
Posta a una profondità di circa 2900 km, corrisponde ad una superficie oltre la quale le Onde P diminuiscono bruscamente di velocità, passando da valori superiori a 13 km/s a circa 8 km/s: questo cambiamento è legato ad una variazione dell'impedenza acustica legata all'aumento di densità del materiale, che passa da circa 10 g/cm³ a circa 13,5 g/cm³;
inoltre si caratterizza per il fatto che le Onde S non si propagano al di sotto di essa, consentendo di affermare che il nucleo esterno è composto da materiale allo stato liquido.
A livello di questa interfaccia vi è scambio di calore, materia e momento angolare.

A causa della differenza di fase i moti convettivi, che son più veloci nel nucleo, risultano essere più lenti nel mantello.
La tomografia sismica ha evidenziato come l'interfaccia sia discontinua, presentando significative irregolarità, rilievi e avvallamenti, indicativi della possibile presenza di strutture organizzate come pennacchi nel mantello profondo.
Essendo il nucleo esterno fluido, a livello di questa interfaccia non ci sono particolari disomogeneità con gli strati più profondi di esso. Mentre per quanto riguarda il mantello inferiore si può osservare uno strato di 100-200 km di spessore, lo strato D appunto, che presenta caratteristiche sismologiche peculiari, ma ancora poco studiate. Le eterogeneità dello strato D sono state descritte da Kenneth C. Creager e Thomas H. Jordan . Nel 1993  indicava che queste eterogeneità (chiamate continenti c) sono costituite da materiale galleggiante su un nucleo liquido. Si spostano nel tempo e determinano alcune proprietà dei punti caldi e la convezione del mantello. Ricerche successive hanno supportato questa ipotesi .